# Jochen Brandi
Jochen Brandi (* 1. Mai 1933 in Göttingen; † 24. November 2005 in Agadir, Marokko) war ein deutscher Architekt und Stadtplaner in Göttingen.

## Leben und Wirken
Jochen Brandi ist der Sohn des Architekten Diez Brandi und von Antje Brandi, geb. Homfeldt sowie der Enkel des Historikers Karl Brandi.
Nach dem Abitur absolvierte Jochen Brandi eine Maurerlehre und unternahm ein Studienreise in die USA und nach Mexiko. Dann studierte er Architektur an der TU München sowie an der TU Braunschweig bei Friedrich Wilhelm Krämer und legte 1957 sein Diplom bei Egon Eiermann an der Universität Karlsruhe ab. Danach arbeitete Brandi ab 1959 zunächst als „Sozius“ im Architekturbüro seines Vaters Diez Brandi in Göttingen. In einem von ihm selbst später beschriebenen „aufbrechenden Generationskonflikt“ endete die Zusammenarbeit vier Jahre später und Jochen Brandi richtete 1963 sein erstes eigenen Büro ein, zunächst in einer ausgedienten Garage. Das Büro etablierte sich, zog in den Ritterplan 5 in die Göttinger Altstadt, wurde größer und firmierte bald als „Brandi + Partner“. Partner waren später u. a. Armin Sgodda und Matthias Rüger (1991–1994).
„Von ganzem Herzen Göttinger“ war Jochen Brandi mit Schwerpunkt in Göttingen und Südniedersachsen tätig. Er verantwortete die Planung von stadtbildprägenden Neubauten wie dem Parkfriedhof Junkerberg in Göttingen-Weende und dem EAM-Verwaltungshochhaus an der Kasseler Landstraße in Göttingen-Grone.
Nachdem der Architekt noch um 1970 die gestalterisch stark kontrastierende Filiale der Deutschen Bank mit bronzeeloxierten Metallfassaden in die Göttinger Altstadt neben das Alte Rathaus entworfen und ausgeführt hatte, faszinierten Brandi später die entwerferischen Auseinandersetzungen mit historischen Bauten immer mehr. Er nahm dies auch zum Anlass für eine Veröffentlichung zur eigenen denkmalpflegerischen Positionsbestimmung mit dem Titel „Phantasie in der Nutzung“. Brandi selbst führte sein Verständnis von Geschichtlichkeit auf den Einfluss seines Großvaters, des Historikers Karl Brandi, zurück. Schon in den 1980er Jahren war Brandi die Rettung der denkmalgeschützten Lokhalle, einer riesigen Industriehalle hinter dem Göttinger Hauptbahnhof, mit zu verdanken. Die Stadt ehrte seine engagierte Initiative 2010 posthum mit der Benennung des rückwärtigen Bahnhofs-Vorplatzes nach seinem Namen. Jochen Brandi stellte seinen Umgang mit historischer Bausubstanz erstmals in großem Umfang beim Umbau des Deutschen Theaters Göttingen (1981–1984) unter Beweis. Insbesondere das neben den Neurenaissance-Altbau gesetzte Glasfoyer als neuer Haupteingang wurde stadtbildprägend und ist vielfach publiziert worden. Brandi scheute bei diesen und anderen Altbau-Projekten vor starken Eingriffen in Substanz und Erscheinungsbild von Baudenkmälern durchaus nicht zurück. Eines seiner letzten Projekte solcher entwerferischen Interventionen in Altbauten und Altstädte war der 2002–2004 realisierte Glasanbau am mittelalterlichen Westerturm, einem Wahrzeichen von Duderstadt.
Schon früh war Jochen Brandi auch außerhalb von Göttingen tätig, wo er wichtige Bauten und Entwurfs-Impulse hinterließ. So bezeichnete Sebastian Redecke in einem Brandi-Nachruf ein Berliner Projekt sogar als dessen „wohl wichtigsten Bau“: Er meinte ein 1976 fertiggestelltes Terrassenhaus mit 15 Wohnungen am Schleswiger Ufer im Berliner Hansaviertel, das den architektonischen Gedanken seines Lehrers Eiermann folge. Das zusammen mit Wilfried Bete entwickelte Stahlskelett-Gebäude mit dem System „baukasten“ war der erste große Erfolg des Büros Brandi + Partner und ging aus dem 1967 gewonnenen 1. Preis im internationalen Wettbewerb der Europäischen Gemeinschaft für Kohle und Stahl (EGKS) hervor. Es wurde von der Stahlindustrie unterstützt, von ihr 1976 in einer dreisprachigen Broschüre mit einer Auflage von 20.000 Stück veröffentlicht und errang 1977 den Europäischen Stahlbaupreis. Brandi unterhielt seit 1973 ein Zweigbüro in Berlin, hatte für dieses ambitionierte Projekt eigens eine „Brandi Entwicklungsgesellschaft Berlin“ gegründet und wohnte und arbeitete sogar zeitweise in seiner „Versuchsstation“, wie die Publikationsbilder zeigen.

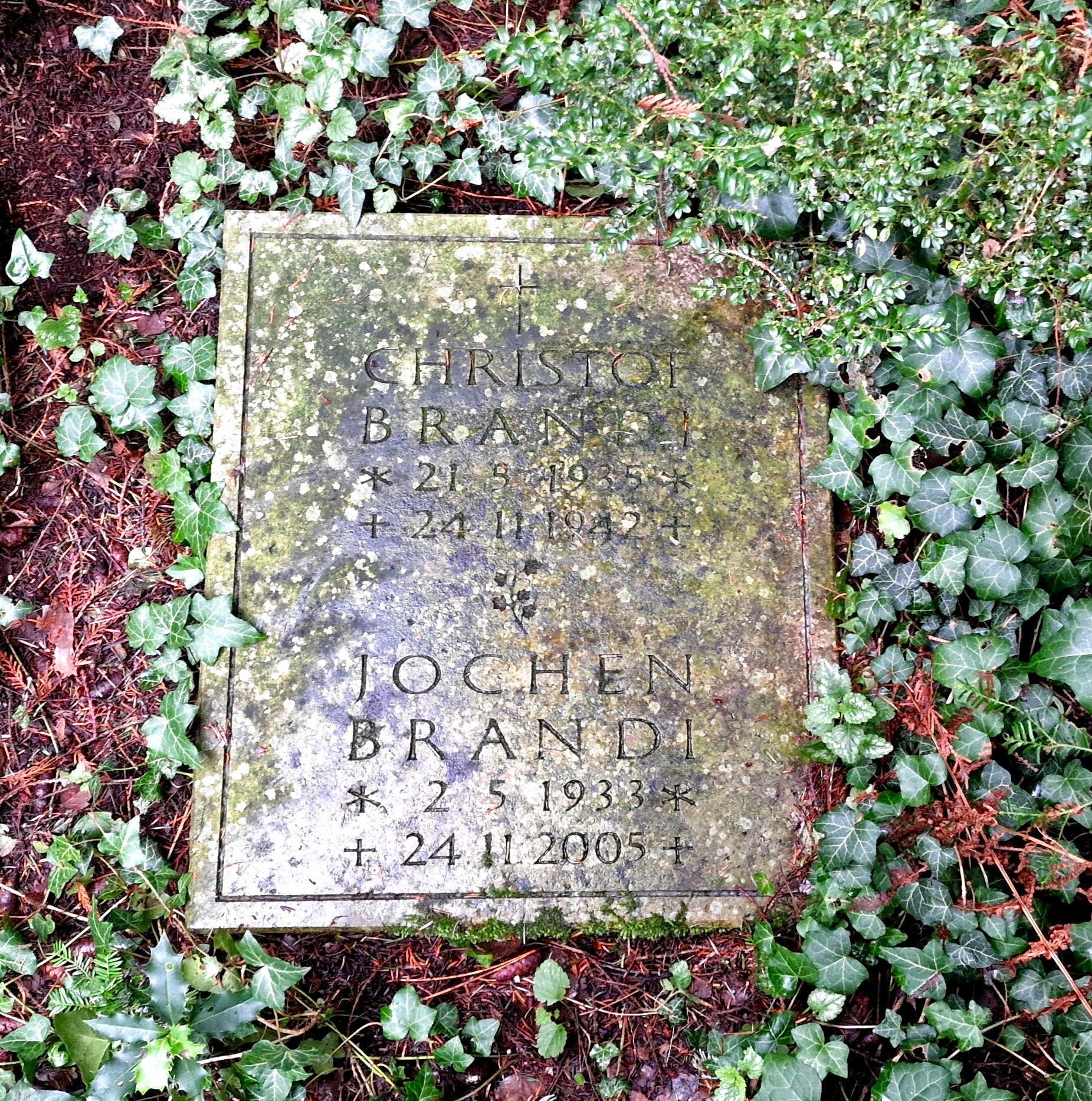
Grabplatte Jochen Brandi auf dem Stadtfriedhof Göttingen

Außerdem war Brandi vor allem in seinen späten Jahren als Planer weltweit unterwegs. Dabei reizten ihn auch Projekte mit einer städtebaulichen oder politischen Dimension. Er gewann 1997 den 3. Preis beim internationalen Wettbewerb für das Gorée-Mahnmal in Dakar (Senegal), das an den Sklavenhandel erinnert. 1999 gewann er den 1. Preis beim „Pier 40“- Wettbewerb in New York (USA). Ebenfalls ein Wettbewerbsgewinn war die seit 2001 entwickelte Planung für die städtebauliche Neugestaltung der Bucht von Izmir (Türkei). 2004 erhielt er den 1. Preis für das Zentrum von Moskau-Balashikha (Russland).
Zeitgenössische Stimmen vermitteln, dass ein Teil des beruflichen Erfolgs von Jochen Brandi auch auf seiner kommunikativen und charismatischen Persönlichkeit beruhte: „Und wenn der Charmeur wortgewandt eines seiner Werke erläuterte, war man schnell in den Bann gezogen“ (Monika Zimmermann).

## Schriften
- Planungsbüro Brandi: Jochen Brandi und Partner. Hrsg. Beratungsstelle für Stahlverwendung Düsseldorf. Göttingen 1976 (= Stahl und Form, Heft 5).
- Brandi. In: Bauwelt, 20. April 1984, Jg. 75, Heft 15, S. 658. (Mit autobiographischen Angaben. Der Sohn schreibt hier vor allem über sein Verhältnis zum damals im Sterben liegenden Vater Diez Brandi in einer Bauwelt-Serie über Architekten-„Väter und Söhne“, S. 656 ff.)
- Alt und neu verbinden. Baukonzept und Realisierung. In: Deutsches Theater in Göttingen. Ein Haus für die Zukunft. Ein Theaterbuch. Zusammengestellt von Hans-Christian Winters und Norbert Baensch. Hrsg. Deutsches Theater Göttingen, Göttinger Tageblatt und Vereins- und Westbank Göttingen. Göttingen 1984, S. 19–28.
- Qualität des Lebens in der »Provinz«. In: Göttinger Pofil. Hrsg.: Der Oberstadtdirektor der Stadt Göttingen, Redaktion Detlef Joannson, Presseamt. Göttingen ohne Jahr [ca. 1985], ohne Paginierung. (Zweiseitiger Aufsatz zu Perspektiven der Göttinger Stadtplanung.)
- Umnutzungen. Alte überdachte Räume neu „überdacht“. In: Daidalos, Nr. 21, 15. September 1986, S. 67–77.
- Phantasie in der Nutzung – Denkmalpflege und Denkmalschutz. In: Von Laves bis heute. Über staatliche Baukultur. Hrsg. Stiftung Niedersachsen, Redaktion Anna Teut, Braunschweig 1988, ISBN 3-528-08736-6, S. 251–255.
- Möglichkeiten stadträumlicher Zugriffe am Waterlooplatz. In: Visionen für Hannover, von Laves bis morgen. Hrsg. Architektenkammer Niedersachsen. Hannover 1989, ISBN 3-9801409-6-2, S. 77–78. (Mit Foto des entwerfenden Brandi.)
- Mutters Garten. Ein Rundgang durch den Garten von Antje Brandi nachgezeichnet von ihren Söhnen. Hrsg. Jochen Brandi u. a., Selbstverlag o. O. (Göttingen) 1989, 2. Auflage 1994.

## Werkliste (Auswahl)
Das im Folgenden aufgelistete, architektonische Werk von Jochen Brandi ist bisher nicht monographisch erforscht und daher eine vorläufige Übersicht im weiteren Aufbau.
- 1955–1957: Herman-Nohl-Schule in Göttingen, Immanuel-Kant-Straße 44b, zusammen mit Diez Brandi[27]
- 1960: Zweiter Preis im Architektenwettbewerb zum Neubau eines Jugendzentrums in Göttingen, Godehardstraße[28]
- 1960–1962: Philipp-Scheidemann-Haus (Nordstadtzentrum) in Kassel, Holländische Straße 74, zusammen mit Diez Brandi[29]
- 1964: Baukasten-„System 2000“[30][31][32]
- 1964 (1. Preis Architektenwettbewerb): Gemeindezentrum der Thomaskirche in Göttingen-Leineberg; Kindergarten 1972, Kirche 1992 und Glockenturm 1994 fertiggestellt[33][34][35]
- 1964 (1. Preis Architektenwettbewerb), erbaut 1967–1969: Hauptschule Heidberg in Braunschweig;[36][37] dazu ergänzend die Spiel- und Sportplatzanlage Braunschweig-Heidberg[38]
- vor 1966: Kindertagesstätte der reformierten Gemeinde Göttingen, Untere Karspüle[39]
- vor 1966: „Wohnhaus R.“ in Göttingen[40]
- 1966 (1. Preis Architektenwettbewerb, KS-Industriepreis 1970): Altenheim in Bad Bevensen (Mitarbeiter: Thorsten Keminer)[41][42][43]
- 1966 (Planung): Altenwohnstift am Wallberg in Göttingen-Herberhausen[44]
- um 1970: Göttingen-Innenstadt, Zindelstraße 3–5, Ecke Johannisstraße, Filiale der Deutschen Bank (Mitarbeiter: Peter Schwanitz, Thorsten Keminer, M. Stratmann)[11][45]
- 1971: Göttingen, Stadion Neuer Maschpark (Mitarbeiter: Thorsten Keminer; Außenanlagen: Wolfgang Siegmann, Hannover), Entwurf nicht realisiert[46]
- 1971–1975 (1. Preis Architektenwettbewerb 1969): Göttingen-Weende, Heinrich-A.-Zachariä-Bogen 12, Parkfriedhof Junkerberg (Mitarbeiter: Michael Bokemeyer, Klaus Lezius; Außenanlagen: Wolfgang Siegmann, Hannover)[47][48]
- 1972–1973: Göttingen-Groß Ellershausen, Dransfelder Straße 1, Druckerei- und Verlagsgebäude des Göttinger Tageblatts (Mitarbeiter: Peter Schwanitz)[49][50]
- 1972–1975: Göttingen-Grone, Kasseler Landstraße 20, EAM-Verwaltungsgebäude (2016 nach Teilabriss aus dem Denkmalverzeichnis gelöscht[51])
- 1974–1976 (Architektenwettbewerb 1967): Berlin-Hansaviertel, Schleswiger Ufer 6–8: EGKS-Versuchsstation (Terrassenhaus-Demonstrativbau in Stahlskelettbauweise im „baukasten“-System, mit Wilfried Bete)[52][53][54][55]
- 1981–1984, Göttingen-Innenstadt, Theaterplatz 11, Instandsetzung, Umbau und Anbauten des Deutschen Theaters (Mitarbeiter: Armin Sgodda)[56][19]
- 1988–1993: Karlsruhe, Tribünenüberdachung des Wildparkstadions (zusammen mit Thomas Großmann, Lucy Hillebrand)[57]
- 1989: Essen-Werden, Umnutzung Ökonomiegebäude der Folkwangschule[58]
- 2002–2004: Duderstadt, Erschließungs-Anbau am Westerturm[20]
- 2007 (posthum fertiggestellt): Göttingen-Weende, Arbecksweg 1, Erweiterungsbau „Südflügel“ der Waldorfschule[59][60][61]

Bildergalerie: Werke von Jochen Brandi
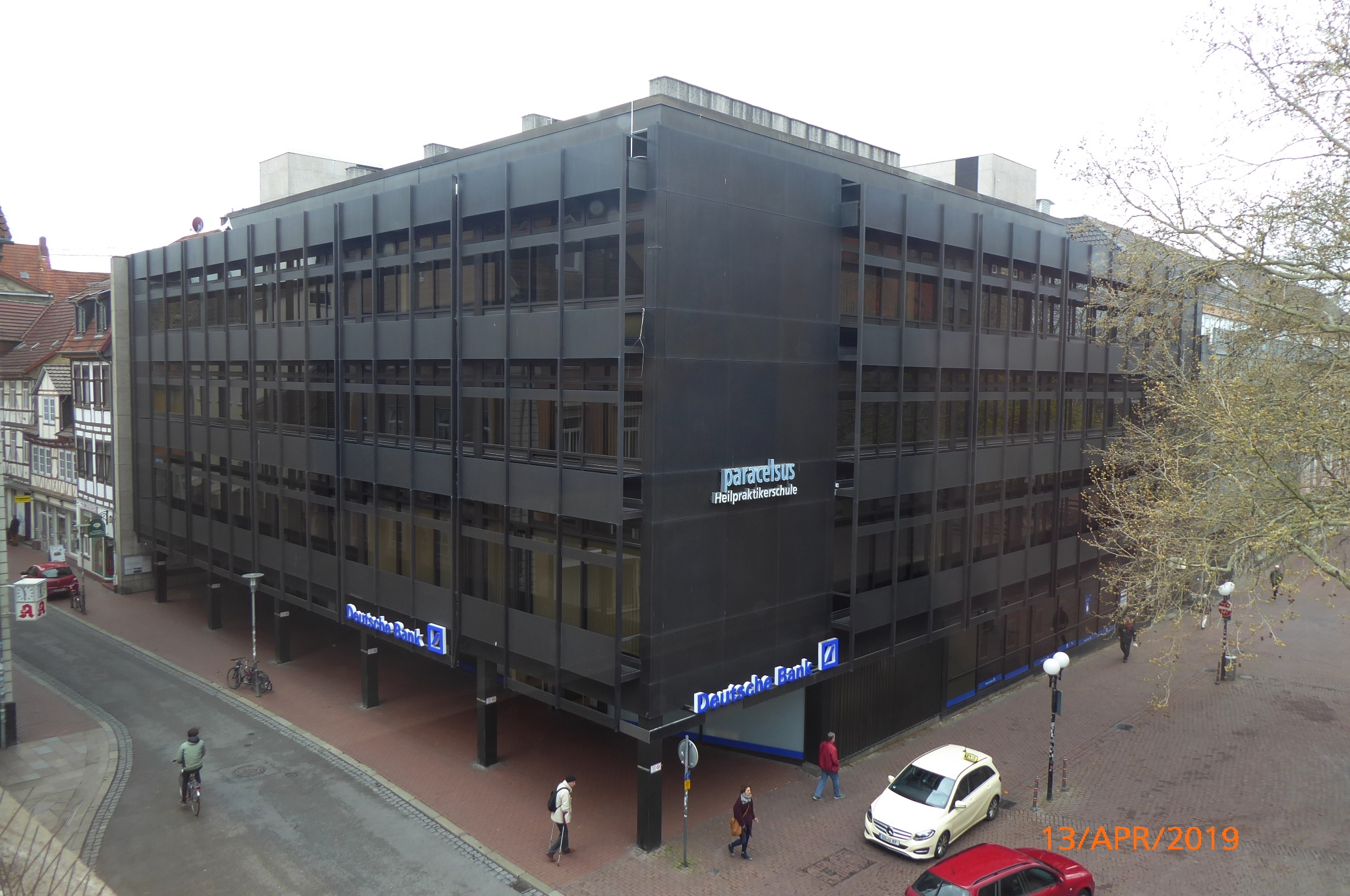
Göttingen-Innenstadt, Filiale der Deutschen Bank (Aufnahme 2019)
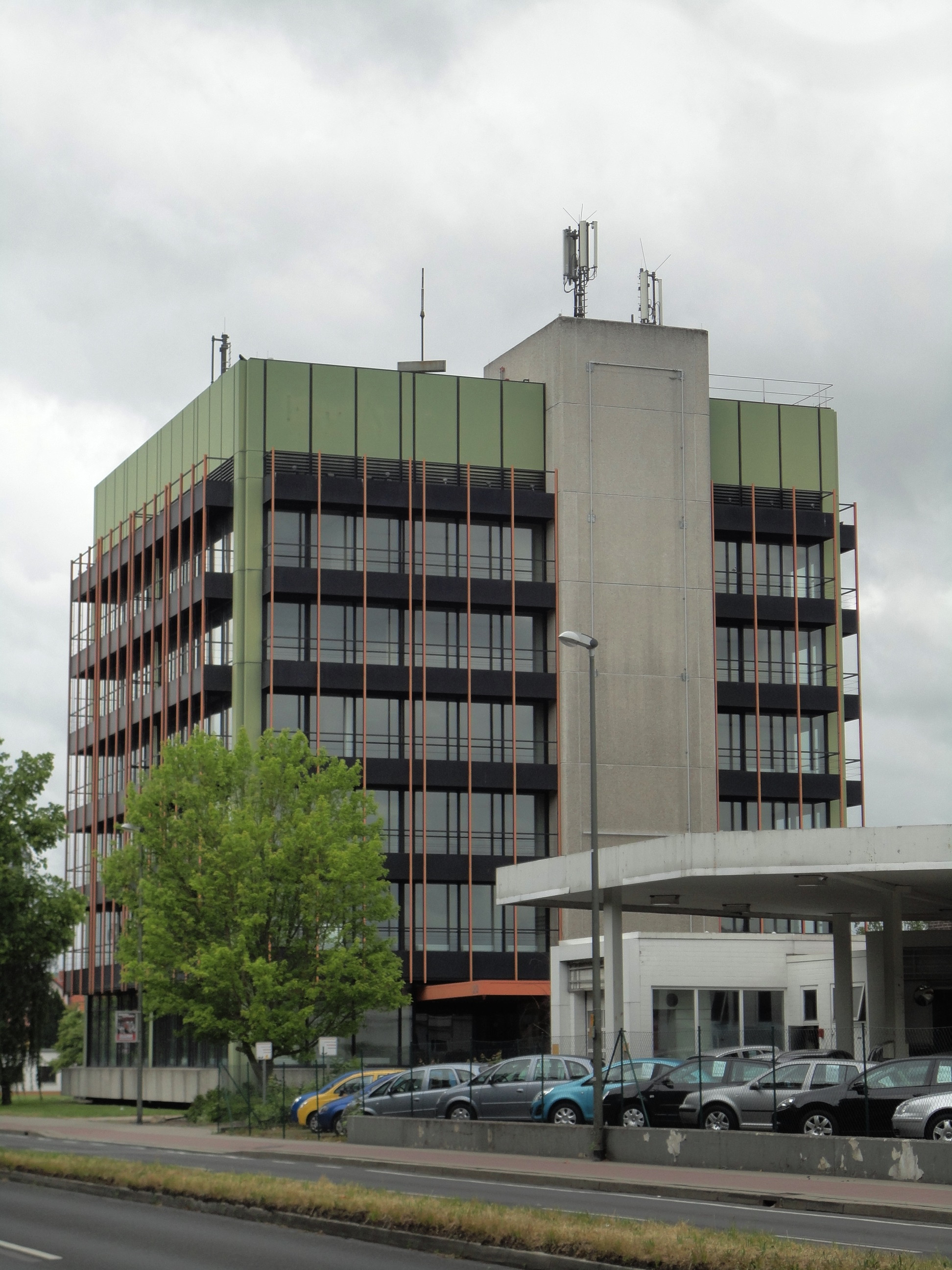
Göttingen-Grone, EAM-Verwaltungsgebäude (Aufnahme 2013)
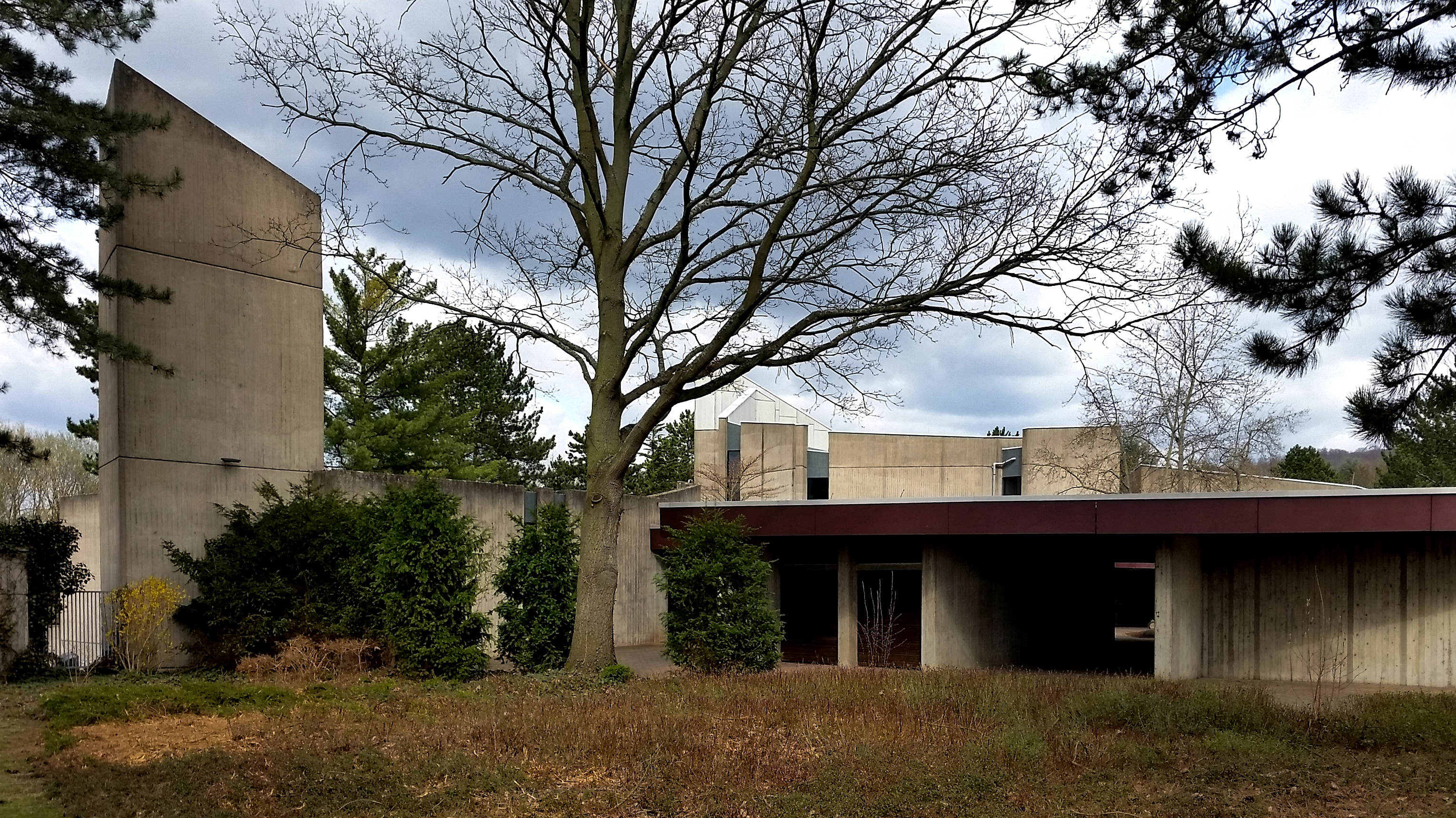
Göttingen-Weende, Parkfriedhof Junkerberg, Verwaltungs- und Kapellengebäude (Aufnahme 2021)
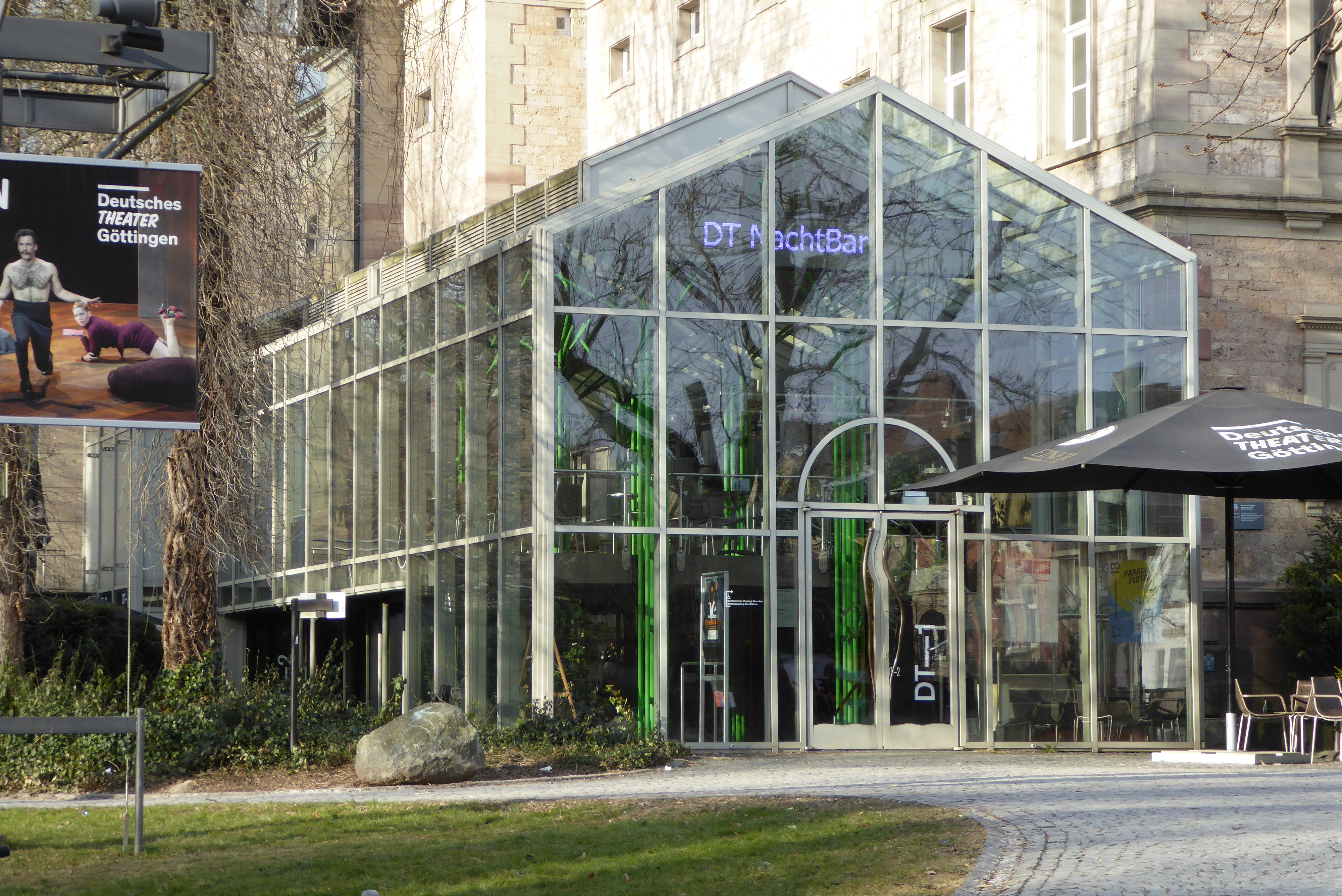
Göttingen-Innenstadt, Glasfoyer am Deutschen Theater (Aufnahme 2018)
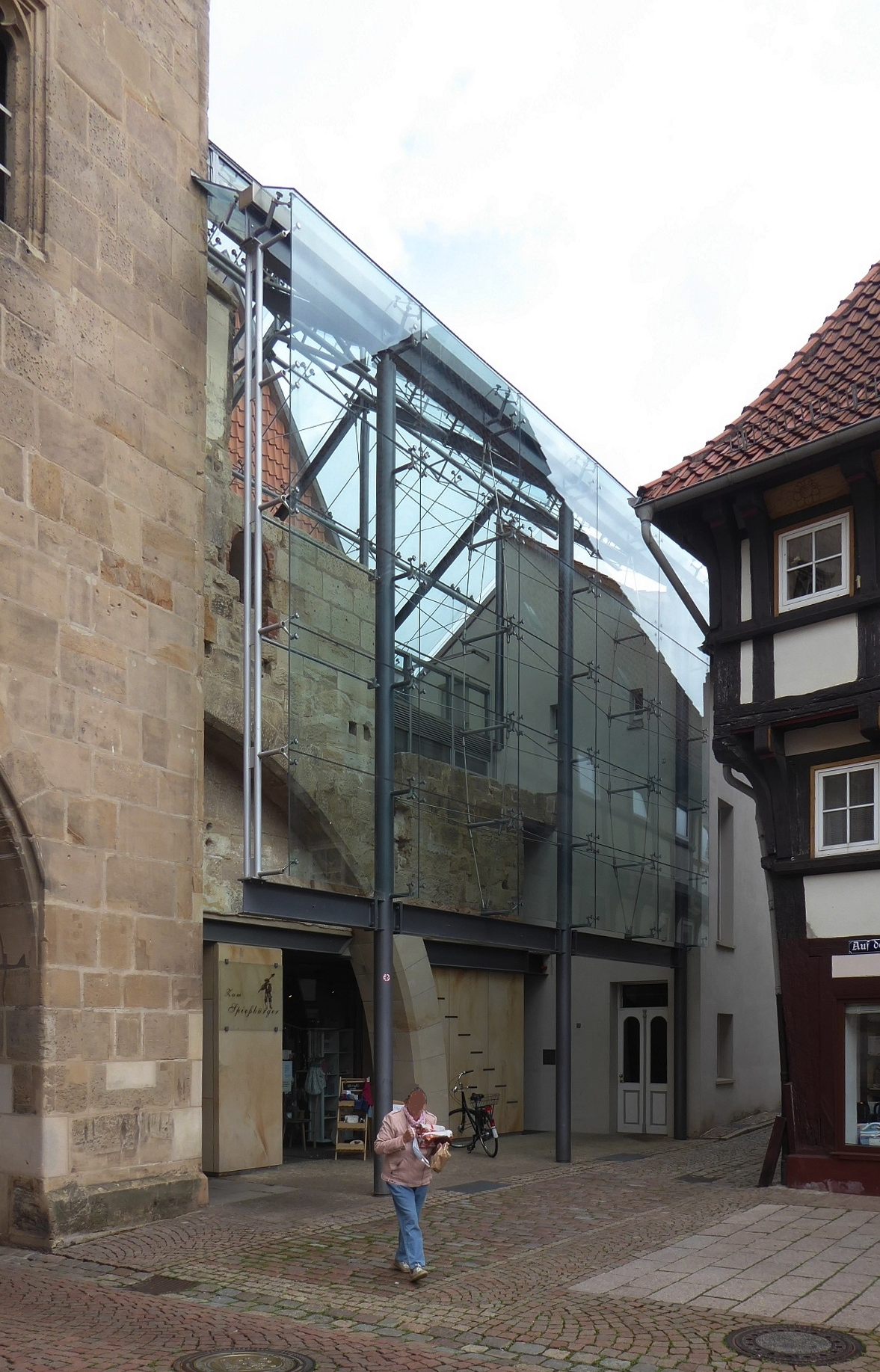
Altstadt Duderstadt, Erschließungs-Anbau am Westerturm (Aufnahme 2020)
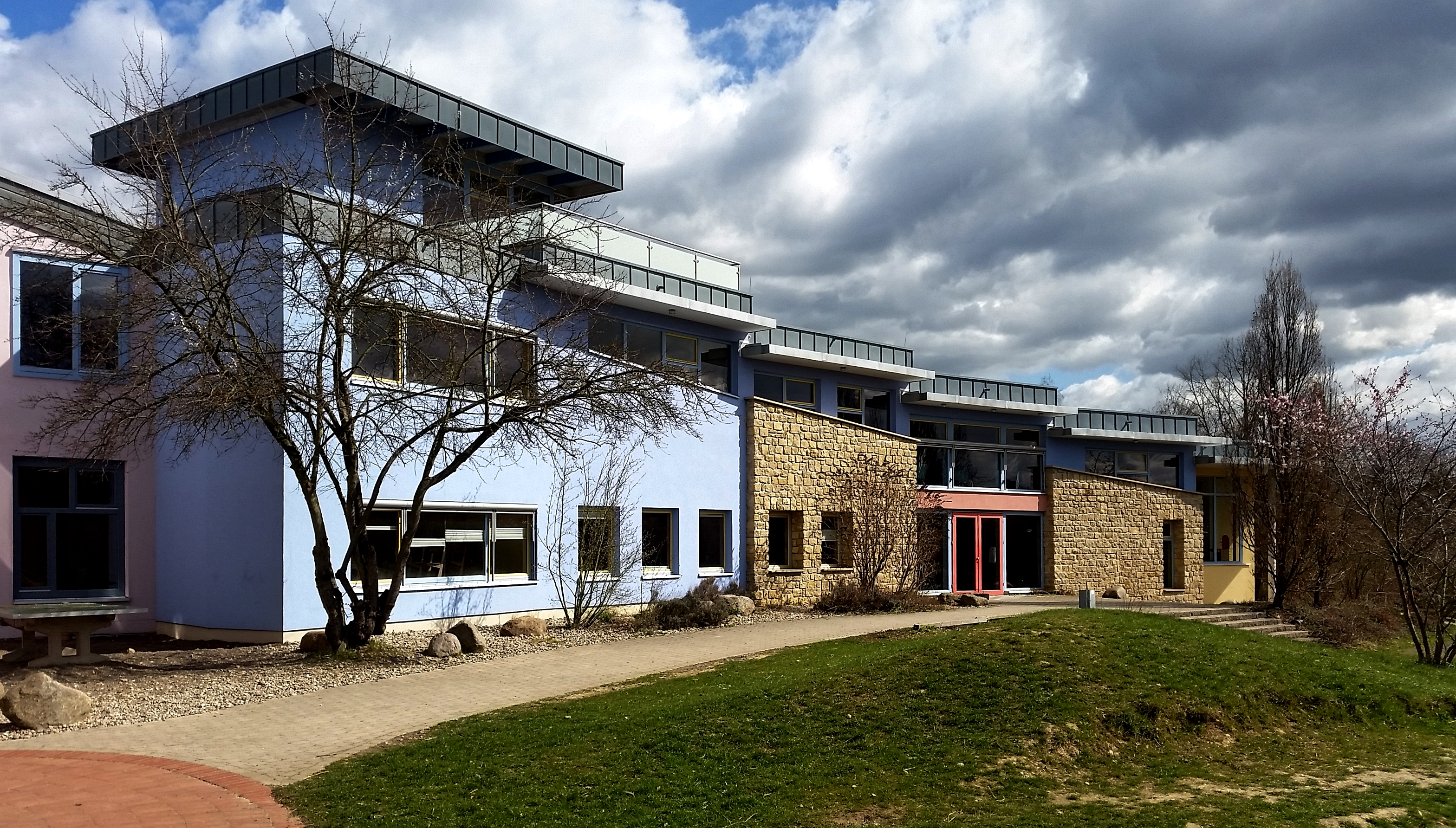
Göttingen-Weende, Erweiterungsbau „Südflügel“ der Waldorfschule (Aufnahme 2021)

## Nachlässe
- Stadtarchiv Göttingen, Kl. E. 236: Nachlass des Architekten Jochen Brandi[62]
- Teilnachlass im Deutschen Architekturmuseum DAM, Frankfurt am Main: Zwei Projekte der 1980er-Jahre.[63]